# Леванцо (Трапани)
Леванцо је насеље у Италији у округу Трапани, региону Сицилија.
Према процени из 2011. у насељу је живело 190 становника. Насеље се налази на надморској висини од 19 м.